# Colônia do Piauí
Colônia do Piauí is een gemeente in de Braziliaanse deelstaat Piauí. De gemeente telt 7.940 inwoners (schatting 2009).